# Чемпионат мира по биатлону 1975
14-й чемпионат мира по биатлону прошёл в Италии, в Антерсельве (Антхольц) в 1975 году.

## Индивидуальная гонка 20 км
| Финишный протокол | Финишный протокол | Финишный протокол | Финишный протокол  | Финишный протокол |
| Место             | Страна            | Спортсмен         | Время (отставание) | Промахи           |
| ----------------- | ----------------- | ----------------- | ------------------ | ----------------- |
| 1                 | Финляндия         | Хейкки Икола      | 1:13:52.3          | 2 (0+2+0+0)       |
| 2                 | СССР              | Николай Круглов   | +39.0              | 3 (0+1+2+0)       |
| 3                 | Финляндия         | Эско Сайра        | +1:16.5            | 3 (0+1+2+0)       |

## Спринт 10 км
| Финишный протокол | Финишный протокол | Финишный протокол  | Финишный протокол  | Финишный протокол |
| Место             | Страна            | Спортсмен          | Время (отставание) | Промахи           |
| ----------------- | ----------------- | ------------------ | ------------------ | ----------------- |
| 1                 | СССР              | Николай Круглов    | 35:27.7            | 1 (1+0)           |
| 2                 | СССР              | Александр Елизаров | +28.5              | 1 (1+0)           |
| 3                 | ГДР               | Клаус Зиберт       | +59.7              | 2 (0+2)           |

## Эстафета 4×7,5 км
| Финишный протокол | Финишный протокол | Финишный протокол                                                     | Финишный протокол | Финишный протокол   |
| Место             | Страна            | Спортсмен                                                             | Время             | Промахи             |
| ----------------- | ----------------- | --------------------------------------------------------------------- | ----------------- | ------------------- |
| 1                 | Финляндия         | Хенрик Флёйт Симо Халонен Юхани Суутаринен Хейкки Икола               | 1:55:10.6         | 3 0 0 0 3 0 0 0     |
| 2                 | СССР              | Александр Ушаков Александр Елизаров Александр Тихонов Николай Круглов | 1:55:36.2         | 2 6 0 3 1 1 0 0 1 2 |
| 3                 | Польша            | Ян Шпунар Анджей Рапач Людвик Земба Войцех Трухан                     | 1:57:12.2         | 0 2 0 1 0 0 0 1     |

## Зачёт медалей
| Место | Страна    | Золото | Серебро | Бронза | Общее число медалей |
| ----- | --------- | ------ | ------- | ------ | ------------------- |
| 1     | Финляндия | 2      | 0       | 1      | 3                   |
| 2     | СССР      | 1      | 3       | 0      | 4                   |
| 3     | ГДР       | 0      | 0       | 1      | 1                   |
| 3     | Польша    | 0      | 0       | 1      | 1                   |